# ジャンルカ・ガラッシ
ジャンルカ・ガラッシ（イタリア語: Gianluca Galassi、1997年7月24日 - ）は、イタリアの男子バレーボール選手である。

## 来歴
2022年、イタリア代表として世界選手権優勝に貢献し、自身もベストミドルブロッカー（ドリームチーム）を受賞した。

## 球歴
- イタリア代表
  - オリンピック - 2024年
  - 世界選手権 - 2022年
  - ネーションズリーグ - 2022年
  - 欧州選手権 - 2019年、2021年
- イタリアユース代表
  - U21世界選手権 - 2015年
  - U20欧州選手権 - 2014年、2016年
  - 欧州ユース選手権 - 2015年

## 所属チーム
- Energy T.I. Diatec Trentino （2014-2015年）
- クラブ・イタリア・ローマ （2015-2016年）
- パワーバレー・ミラノ （2016-2018年）
- シル・サフェーティ・ペルージャ （2018-2019年）
- ヴェロ・バレー・モンツァ (it)  （2019-2024年）
- Gas Sales Bluenergy Piacenza（2024年-）

## 受賞歴
- 2022年 - 世界選手権 - ベストミドルブロッカー